# Anisomysis lamellicauda
Anisomysis lamellicauda är en kräftdjursart som först beskrevs av Hansen 1912.  Anisomysis lamellicauda ingår i släktet Anisomysis och familjen Mysidae. Inga underarter finns listade i Catalogue of Life.